# 皮特·克勞-阿姆斯壯
皮特·亨利·克勞-阿姆斯壯（2002年3月25日—），綽號「PCA」（姓名開頭縮寫），為美國職棒大聯盟的外野手，目前效力於芝加哥小熊。他在2023年登上大聯盟。
2020年大聯盟選秀，紐約大都會在首輪19順位選進克勞-阿姆斯壯。2021年，大都會將他交易到小熊，換來哈維爾·巴耶茲和Trevor Williams。

## 職業生涯

### 紐約大都會
2021年，克勞-阿姆斯壯從低階1A出發。不過他在5月18日因進行右肩手術導致球季報銷，最後留下4成17的打擊率，並打回4分打點與2次盜壘的成績。

### 芝加哥小熊
2021年7月30日，大都會將克勞-阿姆斯壯交易到小熊，換來哈維爾·巴耶茲和Trevor Williams。2022年，他一樣從低階1A出發，並入選未來之星明星賽。
2023年，克勞-阿姆斯壯受邀參加大聯盟春訓。該年他從2A開季，期間再度入選未來之星明星賽。7月31日，他從2A升上3A。他在兩個聯盟的打擊率分別為2成89和2成71。9月11日，小熊將他拉上大聯盟。當時他以代跑身分上場，不過盜三壘失敗。隔天他獲得先發機會，但是4打數無安打。
2024年，克勞-阿姆斯壯從3A開季。後來因為科迪·貝林傑受傷，他重新回到大聯盟。4月25日，他敲出大聯盟首安，同時是他的大聯盟首轟。整季他繳出2成37的打擊率，並敲出10轟與47分打點，另有27次盜壘。

## 個人生活
克勞-阿姆斯壯從小就在打棒球，國小曾代表少棒隊比賽。他的父母都是演員。

## 外部連結
- 球員資訊和成績在MLB ，ESPN ，Retrosheet ，Baseball Reference ，Baseball Reference (Minors) ，Fangraphs （英文）